# Jauna eta Anderea
Jauna eta Anderea (« le seigneur et la dame » en basque) forment un couple de personnages des mascarades souletines. Leur rôle pendant la représentation est discret et mineur : Jauna l'a organisée et s'assure de son bon déroulement ; le couple préside aux spectacles en tant que personnages du rang le plus élevé. 
Anderea pourrait pourtant être la véritable héroïne de la mascarade, celle que Jauna vient présenter dans chaque quartier du village : dans sa robe virginale, elle figurerait simultanément la nouvelle année et une future mariée.

## Étymologie
Les mots Jauna et Anderea ont plusieurs significations en basque. Jauna signifie littéralement « monsieur, maître ou seigneur » selon le contexte et Anderea signifie littéralement « madame » mais le plus souvent associé à la « maîtresse de maison » (etxekoandrea). 
Dans le contexte des mascarades, Jauna est un seigneur, un notable ou une personne ayant une certaine notoriété. Philippe Veyrin les nomme « le Seigneur et son épouse », François Fourquet « le Seigneur et la dame ».

## Description
Jauna porte une chemise et des gants blancs, un couvre-chef, une veste queue-de-pie, un pantalon, des chaussettes et des chaussures noires. Sa poitrine est ceinte d'un ruban aux couleurs du Pays basque (rouge, blanc, vert). Il tient souvent en main une canne, et porte une épée à la taille. Anderea est généralement vêtue d'une longue et élégante robe, d'un chapeau à larges bords et de chaussures, uniformément blancs.
Si auparavant les deux rôles étaient attribués à des garçons, c'est de nos jours toujours une fille qui interprète Anderea.

## Rôle dans la mascarade
Au sein de la troupe des « Rouges  » (gorriak), les acteurs bien habillés qui représentent l'ordre et la société souletine, si Jauna et Anderea sont les personnages les plus respectables, ils n'ont pour autant qu'un rôle mineur dans la représentation. Ils marchent côte à côte en se tenant le bras ou la main, puis président immobiles la majeure partie du spectacle. Quasiment muets, ils ne participent qu'à quelques danses, dont le branle (bralia).
L'acteur qui interprète Jauna est en général l'organisateur de la mascarade : il en gère les finances, la logistique, est responsable de son bon déroulement et assure la communication avec les édiles des villages visités. À midi, la tradition veut que le couple aille dîner chez le maire du village et lors du branle, Jauna invite à danser la jeune fille du public que cet édile lui a désignée comme la plus méritante.
Une scène de la mascarade montre les rémouleurs (Xorrotxak) affûter l'épée de Jauna ; dans une autre les chaudronniers (Kauterak) réparent son chaudron.

## Parenté et interprétation
Dans une lecture socio-politique des mascarades, Jauna représente l'homme de qualité, le gentilhomme du premier ordre souletin, le châtelain accompagné de sa dame, Anderea, suivi de leur troupe de vassaux. Le couple s'oppose ainsi symboliquement à celui que forment le paysan et la paysanne.  
Une interprétation fait des mascarades non pas seulement un rite carnavalesque d'approche de la fin de l'hiver, mais aussi un rite de mariage : dans les villages de France du XVIIIe siècle quatre mariages sur cinq étaient célébrés en janvier ou février. Anderea, « pimpante et pleine de vie » dans sa robe de mariée, serait la véritable héroïne de la mascarade que Jauna vient présenter dans chaque quartier du village : elle figurerait simultanément la nouvelle année et une future mariée.   
|                                                                          |
| Après les aitzindariak le couple des maîtres fait son entrée au village. |

|                                    |
| Jauna a offert son épée à Anderea. |

|                                   |
| Jauna eta Anderea 2023 à Pagolle. |

|                                                         |
| Un rémouleur se présente pour aiguiser l'épée de Jauna. |

|                            |
| La Dame à Sauguis en 2014. |